# Campionato italiano di hockey su ghiaccio 1974-1975
Il Campionato italiano di hockey su ghiaccio 1974-75 è stata la 41ª edizione della manifestazione.

## Serie A

### Formazioni
Le squadre iscritte al torneo sono le stesse 10 iscritte l'anno precedente, ossia: Diavoli Milano, HC Merano, SG Cortina, HC Gardena, HC Bolzano, Alleghe Hockey, Asiago Hockey, HC Auronzo, HC Brunico e Latemar Bolzano.

### Formula
Anche la formula ricalca quella adottata l'ultima stagione: vi è un primo girone dove si affrontano tutte le iscritte al torneo. Al termine di tale girone, le prime sei classificate accedono ad un ulteriore girone dove si sfideranno per la conquista del titolo, le ultime quattro invece ad un secondo girone senza nulla in palio.

### Campionato

#### Secondo Girone
La Sportivi Ghiaccio Cortina vince il suo quindicesimo scudetto, l'ultimo di una lunga serie prima di tornare a vincerlo dopo 32 anni, nella stagione 2006/07.

Formazione Campione d'Italia: Joe Bertagna – Giulio Costantini – Alberto Da Rin – Gianfranco Da Rin – Paul Giandomenico – Bruno Ghedina – Antonio Huber – Marco Lacedelli – Renato Lacedelli – Sergio Manaigo – Giovanni Mastel – Federico Menardi – Fabio Polloni – Ruggero Savaris – Giulio Verocai.

Allenatore: Anton Hauckvic.

## Serie B

### Formazioni
Le squadre iscritte al torneo sono 13, divise in tre gironi: 
- Girone A: Como, Sestriere, Torino, Turbine Milano e Valpellice;
- Girone B: Gries Bolzano, Rencio Bolzano, Peri Merano, Renon e Vipiteno;
- Girone C: Fassa, Canazei, Camporovere e Val Biois.